# 編譯程式定向
在電腦科學中，一個編譯程式定向是由程式師嵌入於原始程式碼的資料，以告知編譯器當「如何」編譯，其他原始程式碼則告知編譯器應當編譯「什麼」。

## 舉例
- 一個編譯器指令（compiler directive）可以告知編譯器在查核陣列索引時的範疇，或者信任程式師尚未編譯的程式碼，以免導致編譯錯誤。

- 在C程式語言中，使用「#include」的預處理器指導（preprocessor directive）可以告知編譯器在此處插入其他的純文字檔。

- 在一些C程式語言中可以用#pragma once來建構，效用特性上近似於Include防範。

在Ada程式語言中，編譯程式定向也被稱為標註（pragmas，"pragmatic information"的簡稱），在其他程式語言中（如Turbo Pascal）則稱為意義性意見（significant comments）。
舉例而言
strict - Perl的指導指令（pragma）用來限定不安全的建構